# Скоробогатово (Красноярский край)
Скоробогатово — деревня в Назаровском районе Красноярского края России. Входит в состав Подсосенского сельсовета.

## География
Деревня расположена в 75 км к востоку от райцентра Назарово.

## Население
| 2010 |
| ---- |
| 104  |

Гендерный состав
По данным Всероссийской переписи населения 2010 года 49 мужчин и 55 женщин из 104 чел.